# Leuben-Schleinitz
Leuben-Schleinitz est une ancienne commune de Saxe (Allemagne), située dans l'arrondissement de Meissen, dans le district de Dresde. Les différents quartiers de Leuben-Schleinitz font partie de la ville de Nossen depuis 2014.